# Metagoniochernes milloti
Metagoniochernes milloti – gatunek zaleszczotka z rodziny Chernetidae i rodzaju Metagoniochernes.

## Występowanie
Gatunek ten jest endemitem Madagaskaru i jedynym znanym, madagaskarskim przedstawicielem swojego rodzaju.